# Dolní Novosedly
Dolní Novosedly är en ort i Tjeckien.   Den ligger i regionen Södra Böhmen, i den centrala delen av landet, 90 km söder om huvudstaden Prag. Dolní Novosedly ligger 486 meter över havet och antalet invånare är 189.
Terrängen runt Dolní Novosedly är huvudsakligen platt, men åt sydost är den kuperad. Dolní Novosedly ligger uppe på en höjd. Runt Dolní Novosedly är det glesbefolkat, med 16 invånare per kvadratkilometer. Närmaste större samhälle är Písek, 4,2 km sydväst om Dolní Novosedly. I omgivningarna runt Dolní Novosedly växer i huvudsak blandskog.